# Nöteborgstraktaten

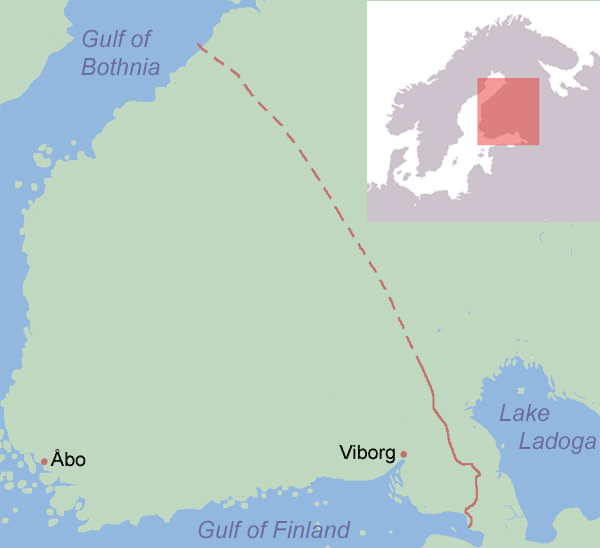
Nöteborgstraktatens möjliga gräns mellan Sverige och Novgorod, ungefärligen motsvarande Jarl Galléns slutsatser.

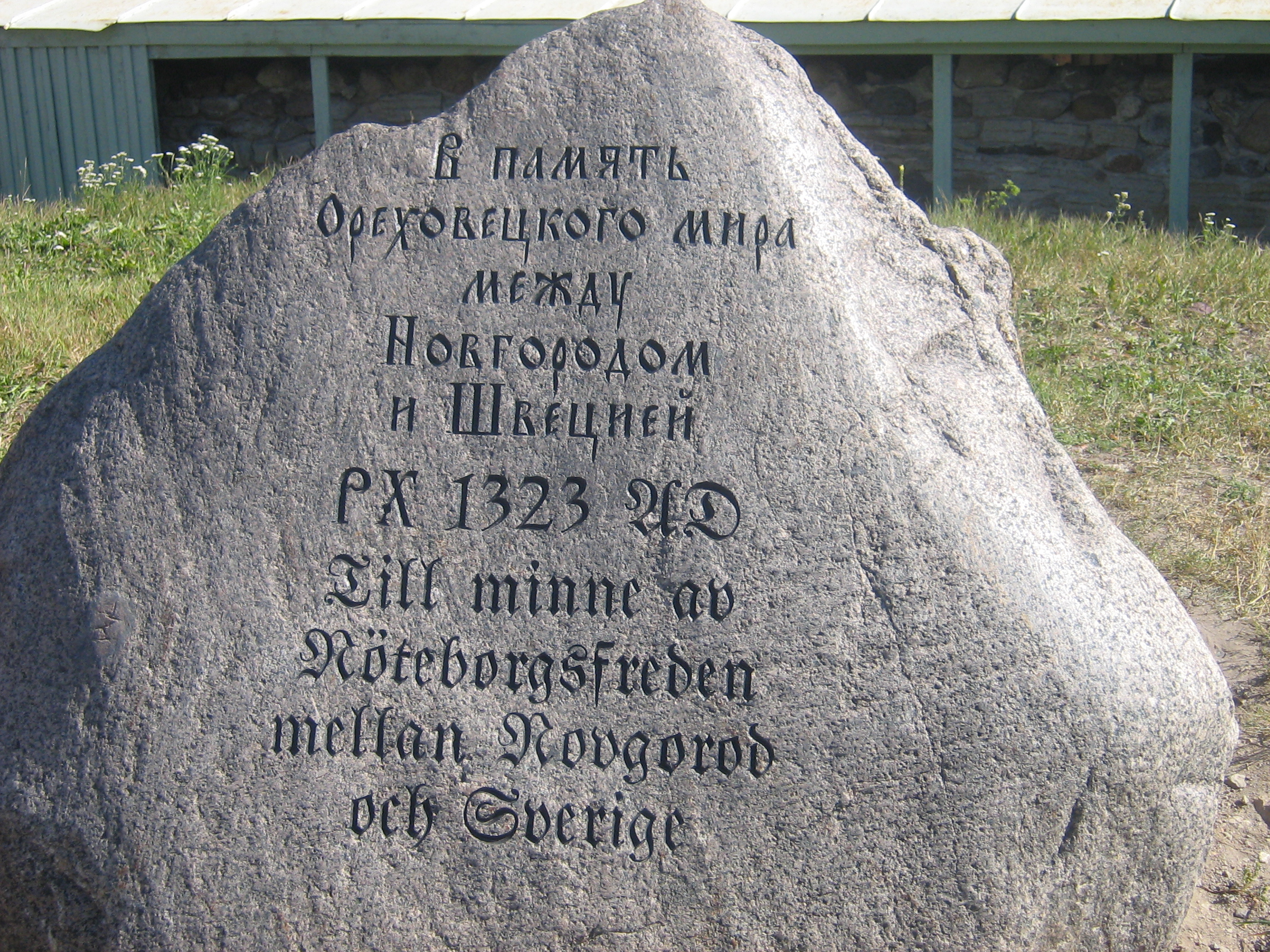
Minnessten till freden, i Nöteborg, med inskriptioner på ryska och svenska

Nöteborgstraktaten eller Nöteborgsfreden eller Freden i Nöteborg var en fredstraktat mellan Sverige under kung Magnus Eriksson och Republiken Novgorod under furst Jurij Danilovitj. Traktaten undertecknades i Nöteborg den 12 augusti 1323 och avslutade ett krig mellan dessa båda stater, som hade pågått till och från i 30 år (sedan 1293). I traktaten fastslogs det svenska rikets första östgräns, vilken sedan kom att gälla som gräns mellan Sverige och Novgorod (Ryssland) ända fram till freden i Teusina den 18 maj 1595. De tre novgorodiska pogosterna (gislalagen) Äyräpää, Jäskis och Savolax tillföll i och med traktaten Sverige. 
Traktatens originaltexter finns inte längre kvar. Svenskarna fick förmodligen en ryskspråkig text samt en översättning till latin. Dessa existerade ännu på 1600-talet, men förstördes antagligen vid branden på Stockholms slott 1697, där Riksarkivet vid denna tid fanns. Av denna text finns en bevarad kopia från 1600-talet. Novgoroderna verkar ha fått en svenskspråkig version som inte helt och hållet stämde överens med de ryska och latinska. Den visades upp i samband med diplomatiska förhandlingar i Moskva och Novgorod 1537, men har sedan dess gått förlorad. 1537 års svenska delegation kunde dock göra en kopia av texten, en kopia som fortfarande finns kvar. Utöver detta finns ytterligare kopior av de svenska och latinska versionerna, med varierande ursprung.

## Gränsens sträckning
I den svenska version som kopierades 1537 definieras gränsen på följande sätt: "Landmerke æru: aff haffuino i aane Sestyr, aff Sestir i mosan, och myt i mosan ær itt bærg, tædan i aone Zay, aff Zaj i Sollsthen, aff Sollsten i Rødha hell, aff Rødha hall i Lamb träsk, af Lamboträsk i mosan Pecce, aff mosanom Pecce i Kangasjærffui, aff Kangasjærffui i Porwjærffui, aff Porwjærffui i Aythajærffue, aff Aytajærffue i Torsajærffui, aff Torsajærff[u]i i Særkilax, aff Särk[i]lax i Samusælæ, aff Samusælæ i Sithi, tædhan i Kærelekuski, sedhan i Kolomakuski, sedan i Pætejoki, tædhan oc nor i haffuit." 
Övriga versioner stämmer i stort sett överens med den svenska. Dock skiljer de sig åt i fråga om den sista punkten, "nor i haffuit", som i den ryska texten kallas "Kajano more" och den latinska "Helsingh haff".
De första tolv landmärkena, från Systerbäck (aane Sestyr) förbi Solsten (Sollsthen) i floden Vuoksen till Torsajärvi i Södra Karelen och Särkilahti (Särkilax) i Södra Savolax, avser gränsen över Karelska näset och Karelen. Historikerna är tämligen överens om tolkningen av denna gräns, som dessutom förblev i stort sett stabil under hela medeltiden.
När det gäller de följande märkena har historikern Jarl Gallén påpekat att gränsen här var avsedd att skilja Savolax gislalag från Ladoga-Karelen. Här har den gräns som fastslogs i traktaten skilt sig från vad som faktiskt blev gällande. Traktatens gränspunkter har heller inte varit entydiga, vare sig för 1500-talets politiker eller senare tiders historiker.

### Slutpunkt i Bottenhavet eller Norra ishavet?
Störst skiljaktighet har rått om det allra sista landmärket. De flesta historiker har velat dra gränsen till Bottenviken, några till Norra ishavet. En viktig aspekt av problemet är att landmärket bär olika namn i traktatens olika versioner.
Det ryska Kajano more kan översättas med Kajanska havet. Det finns belägg för att ryssarna har kallat Bottenviken för Kajano more, men däremot inte för att detta namn skulle ha syftat på Ishavet. Även den latinska textens Helsingh haff bör gälla Bottenviken – medeltidens Hälsingland omfattade nämligen hela det nuvarande Norrland och sträckte sig in i nuvarande Finland. Jarl Gallén menade att man i Nöteborg 1323 helt enkelt översatte Kajano more med Helsingh haff. Det näst sista landmärket, Pætejoki, skulle därmed vara Pyhäjoki älv i Österbotten.
Det som talar för att gränsen gick till Ishavet är dels den svenska textens formulering nor i haffuit, dels det faktum att Magnus Eriksson knappt fyra år efter Nöteborgsfreden i ett brev upplät landet mellan Skellefte älv och Ule älv till bebyggande och odling. Ytterligare dokument från 1300-talets första hälft visar att svenskarna betraktade detta område som sitt. Historikern O.S. Rydberg har påpekat att den svenska regeringen knappast skulle ha vidtagit dessa åtgärder så snart efter fredsslutet om de varit uppenbart stridande mot traktaten.
Jarl Gallén förklarade detta med att Norrbotten, Lappmarken och Kolahalvön var en enda sammanhängande allmänning. Ursprungligen bodde där mest samer, men efterhand blev området från olika håll utnyttjat och slutligen koloniserat av norrmän, västfinnar, hälsingar, karelare och ryssar. Gallén menade att den gräns som slutade i Pyhäjoki och Bottenviken utgjorde västgränsen för det karelska intresseområdet och främst var avsedd att säkra karelarnas kommunikation med Bottenviken. Däremot utgjorde den inte någon verklig territorialgräns mellan Sverige och Novgorod.

### Ett dubbelt slutförlopp?
Den danske historikern John Lind övertog Jarl Galléns arbete när denne föll ifrån, men kom till en något annan slutsats rörande gränsens slutförlopp. Han påpekade att Novgorods diplomatiska praxis tillät att parternas texter kunde skilja sig åt och menade därför att traktaten avsiktligt upprättats i två versioner. Nor i haffuit skulle alltså syfta på en annan plats än Kajano more så att gränsen fick ett dubbelt slutförlopp. Den ena gränsdelen gick i öst-västlig riktning till Bottenhavet, den andra i nord-sydlig riktning till Vita havet söder om Kolahalvön, alternativt Norra ishavet. Den första skilde exklusivt svenskt territorium från den norrbottniska allmänningen, den andra exklusivt ryskt territorium från samma allmänning.

## Bestående osäkerhet
Efter Nöteborgsfreden rådde betydande osäkerhet om gränsförhållandena i områdets norra del. År 1493 skrev till exempel invånarna i Kemi, Ijo och Limingo socknar till svenska riksrådet och klagade över moskovitiska våldsdåd (Storfursten av Moskva hade kuvat Novgorod tio år tidigare). Man berättade att moskoviterna påstod att landet och vattnet hörde till dem och avkrävde dem skatt för fisket i Kemi älv och alla andra laxåar ned till Pyhäjoki. Moskoviterna hävdade att gränsen gick från Hanhikivi utanför Pyhäjoki och tvärs över Bottenviken till Bjuröklubb, samt därifrån till Torneå, Kemi och Rovaniemi. Här kan finnas en koppling till sägnerna om Bygde sten.
Först genom freden i Teusina 1595 reglerades gränsförhållanden på Nordkalotten.